# Den stora skotska häxjakten 1661–1662
Den stora skotska häxjakten 1661–1662 utspelade sig i Skottland under sexton månader med början i april 1661. Den ledde till att minst 660 personer åtalades för häxeri. Det exakta antalet avrättade är inte bekräftat, mycket beroende på att rättegångar och avrättningar skedde under olika rättsinstanser, och olika siffror har nämnts. Det anses dock klarlagt att hundratals av de 660 åtalade blev avrättade. 
Häxprocessen uppkom i några samhällen öster om Edinburgh, Midlothian och East Lothian, där 206 personer anklagades för häxeri mellan april och december 1661. Efter detta upprättade myndigheterna kommissioner för varje landsdel för att undersöka förekomsten av häxeri, vilket gjorde att häxprocesserna spreds över hela Skottland. Inte under någon annan tidpunkt i den skotska historien, utom möjligen under år 1597, blev så många människor åtalade för häxeri under en så kort tidsperiod som under häxjakten 1661-1662.       